# دنباله‌دار هیل-باپ
دنباله‌دار هیل-باپ (نام علمی: Comet Hale–Bopp)؛ شاید بتوان گفت این دنباله‌دار را بیش از هر دنباله‌دار دیگری در قرن بیستم رصد کردند و برای دهه‌ها، یکی از روشن‌ترین دنباله‌دارهای دیده‌شده بود. این دنباله‌دار به‌طور مستقل توسط دو ستاره‌شناس به نام‌های آلن هیل (در نیو مکزیکو) و توماس باپ (در آریزونا) در ۲۳ ژوئیهٔ ۱۹۹۵ کشف شد. این جرم آسمانی به مدت ۱۸ ماه حتی با چشم غیرمسلح نیز قابل رؤیت بود.